# Morlockiidae
Morlockiidae is een familie van kreeftachtigen uit de klasse van de Remipedia (ladderkreeftjes).

## Geslacht
- Morlockia García-Valdecasas, 1984